# Zhang Xun
Zhang Xun zwany Generałem Mafu (ur. 16 września 1854, zm. 11 września 1923) – chiński polityk i wojskowy, który w 1917 roku doprowadził do krótkotrwałej restauracji monarchii Qingów.
Był uczestnikiem wojny chińsko-japońskiej z lat 1894–1895 i brał udział w tłumieniu powstania bokserów. Wierny dynastii Qing podczas rewolucji Xinhai w 1911 roku dowodził obroną Nankinu przeciwko siłom republikańskim, a po proklamacji republiki odmówił obcięcia warkocza, będącego symbolem poddaństwa mandżurskiej dynastii. W 1913 roku podczas tzw. drugiej rewolucji odbił Nankin z rąk Kuomintangu, za co Yuan Shikai mianował go feldmarszałkiem.
W nocy z 30 czerwca na 1 lipca 1917 roku wykorzystując kryzys rządowy obalił prezydenta Li Yuanhonga i ogłosił restaurację monarchii, przywracając na tron 11-letniego Puyi. 12 lipca do Pekinu wkroczyła dowodzona przez Duan Qiruia Armia Ocalenia Republiki, zmuszając cesarza do ponownej abdykacji. Pokonany Zhang Xun resztę życia spędził na terenie koncesji japońskiej w Tianjinie.